# Khayr al-Bariyya-versen

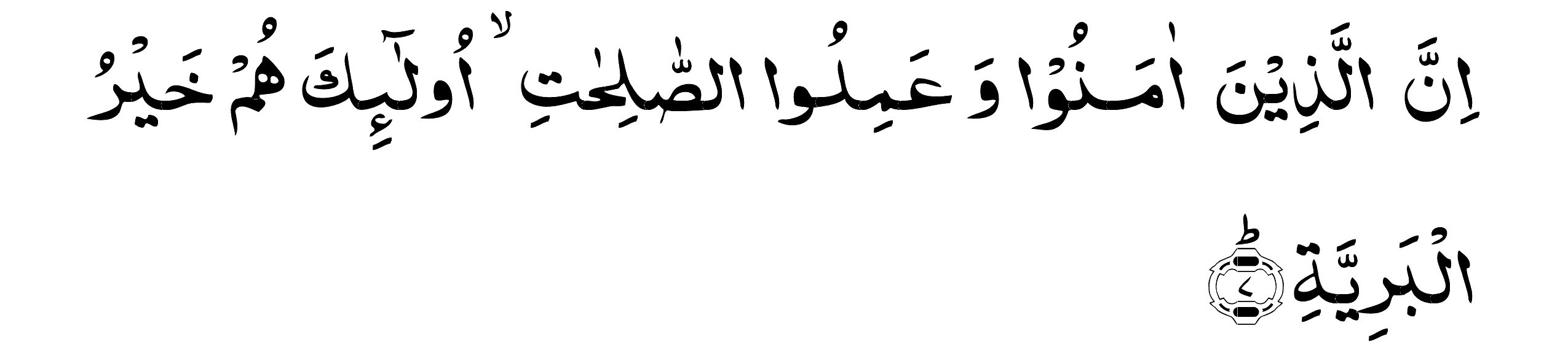
Vers 98:7 på arabiska.

Khayr al-Bariyya-versen (arabiska: آية خير البرية) är vers 7 i Koranens sura 98, Al-Bayyina som talar om Ali ibn Abi Talibs position enligt tolkningsböckerna al-Mizan och Majma' al-Bayan.

## Versen
إِنَّ الَّذِينَ آمَنُوا وَعَمِلُوا الصَّالِحَاتِ أُولَـٰئِكَ هُمْ خَيْرُ الْبَرِيَّةِ
Bernströms översättning: "Men de som tror och lever ett rättskaffens liv, de är de bästa av alla skapade varelser."